# Помилование (фильм, 2023)
«Помилование» — российский фильм 2023 года режиссёра Айнура Аскарова по одноимённой повести Мустая Карима.

## Сюжет
Лето 1942 года. Готовится сражение под Сталинградом. Недавно сформированная войсковая часть по пути к линии фронта разбивает полевой лагерь у небольшой деревни Подлипки. Юный сержант-танкист Любомир Зух — простой парень, призванный в 1941 году, по его собственному признанию, ни разу не целовался, отлучился из своей части в прифронтовой зоне, чтобы проститься с девушкой — его первой любовью. Он отсутствует в части всего три часа. Под утро Любомир возвращается в часть и готов понести наказание, но он вовсе не предполагает, что по законам военного времени он — дезертир, которого ждёт скорый трибунал и единственно возможное наказание — расстрел. Приговор слишком суров, и это понимают все, но возможно ли помилование?

## В ролях
- Александр Новиков — Любомир Зух, сержант-танкист
- Николай Галлямов — Янтимер Байназаров, лейтенант
- Евгений Михеев — Леонид Ласточкин
- Джамиля Мударисова — Мария-Тереза
- Гела Месхи — Казарин, майор
- Александр Бухаров — Хомичук
- Михаил Хмуров — военком
- Любовь Зайцева — Анна
- Ольга Приходько — Федора
- Юрий Лопарёв — Бурёнкин
- Гузель Хасанова — Гульзифа
- Оксана Чивелёва — Розалина

## Показ
Премьера состоялась в апреле 2023 года, когда фильм был показан в конкурсе «Русские премьеры» 45-го Московского международного кинофестиваля (ММКФ).
В прокат фильм вышел 4 мая 2023 года, фильм посмотрели 110 871 зрителей, кассовые сборы составили 26 766 645 руб. ($ 355 825), отмечается, что фильм стал самой кассовой работой режиссера Айнура Аскарова — фильм на старте в первый уик-энд собрал 11,2 млн рублей (8-е место в прокате), что превышает общие сборы каждой из предыдущих картин этого режиссёра.

## Рецензии
- Дмитрий Сосновский — Он, конечно, виноват, но он не виноват // Российская газета, 5 мая 2023
- Денис Ступников — Рецензия на фильм «Помилование»: Любовь во время войны // InterMedia, 26 апреля 2023
- Анна Ентякова — «Помилование»: Нетривиальная военная драма о любви и долге // КиноРепортер, 8 мая 2023